# Prix Oscar Collard
Prix Oscar Collard är ett årligt travlopp för 4-5-åriga varmblodiga travhästar som körs på Vincennesbanan utanför Paris i Frankrike varje år i slutet av december. Det är ett Grupp 3-lopp, det vill säga ett lopp av tredje högsta internationella klass. Förstapris är 36 000 euro. Loppet körs över distansen 2100 meter.

## Vinnare
| År   | Häst               | Far                | Kusk                     | Tränare               | Tid/km |
| ---- | ------------------ | ------------------ | ------------------------ | --------------------- | ------ |
| 2024 | Working Class Hero | Village Mystic     | Mathieu Mottier          | Jörgen Westholm       | 1'11"4 |
| 2023 | Karat River        | Muscle Hill        | Johan Untersteiner       | Johan Untersteiner    | 1'11"2 |
| 2022 | Bilo Jepson        | Timoko             | David Thomain            | Vitale Ciotola        | 1'12"7 |
| 2021 | Always Ek          | Filipp Roc         | Éric Raffin              | Alessandro Gocciadoro | 1'10"7 |
| 2020 | Gallant Way        | Ready Cash         | Anthony Barrier          | Philippe Allaire      | 1'11"7 |
| 2019 | Violetto Jet       | From Above         | Franck Nivard            | Philippe Billard      | 1'11"6 |
| 2018 | Dorgos de Guez     | Romcok de Guez     | Jean Michel Bazire       | Jean Michel Bazire    | 1'11"4 |
| 2017 | Titty Jepson       | Varenne            | Alexandre Abrivard       | Virginie Lecroq       | 1'11"1 |
| 2016 | Blues d'Ourville   | Password           | Gabriele Gelormini       | Virginie Lecroq       | 1'11"9 |
| 2015 | Viking Va Bene     | Rite On Line       | Franck Nivard            | Fabrice Souloy        | 1'11"0 |
| 2014 | Moving On          | Quite Easy         | Franck Nivard            | Fabrice Souloy        | 1'13"4 |
| 2013 | Ultimate du Rib    | Dahir de Prelong   | Jean Loic Claude Dersoir | Joël Hallais          | 1'12"9 |
| 2012 | Triode de Felliere | Derby du Gite      | Anthony Barrier          | Jean Paul Marmion     | 1'12"2 |
| 2011 | Sage de Bresles    | Islero de Bellouet | Christophe Martens       | Vincent Martens       | 1'11"7 |
| 2010 | Renora             | Capriccio          | Yves Dreux               | Franck Leblanc        | 1'11"9 |
| 2009 | Riglorieux du Bois | Indy de Vive       | Jean Michel Bazire       | Jean Michel Bazire    | 1'13"0 |
| 2008 | Punch de Chenu     | Corot              | Tony Le Beller           | Jean Michel Baudouin  | 1'12"4 |
| 2007 | Orlof de Froulay   | Epicondyle         | Eric Letouze             | Eric Letouze          | 1'13"1 |
| 2006 | Nem                | Coktail Jet        | Aymeric Thomas           | Aymeric Thomas        | 1'14"7 |
| 2005 | Nouvelle Aventure  | Defi d'Aunou       | Jean-Pierre Dubois       | Jean-Pierre Dubois    | 1'13"5 |
| 2004 | Dordogne           | Viking Kronos      | Santo Mollo              | Santo Mollo           | 1'14"1 |
| 2003 | Liberty d'Ar       | Extreme Dream      | Nicolas Roussel          | Alain Roussel         | 1'13"1 |
| 2002 | Kiwi               | Coktail Jet        | Jos Verbeeck             | Fabrice Souloy        | 1'12"7 |
| 2001 | Joker de Rozoy     | Viking's Way       | Arnold J Mollema         | Arnold J Mollema      | 1'16"0 |
| 2000 | Iserio             | Buvetier d'Aunou   | Jean Philippe Mary       | Jean Philippe Mary    | 1'14"0 |
| 1999 | Holographie        | Urane Sautonne     | Antoine Paul Bezier      | Antoine Paul Bezier   | 1'16"3 |
| 1998 | Galopin du Ravary  | Arzel de Gournay   | Dominik Cordeau          | Dominik Cordeau       | 1'16"2 |
| 1997 | Fausta de Mareuil  | Off Gy             | Yves Dreux               | Michel Triguel        | 1'16"6 |
| 1996 | Epicondyle         | Istraeki           | Jos Verbeeck             | Pierre Desire Allaire | 1'16"6 |
| 1995 | Dermadour du Gite  | Permadour Gede     | Sylvain Lelievre         | Sylvain Lelievre      | 1'17"4 |
| 1994 | Canada             | Bellouet           | Guy Verva                | Philippe Verva        | 1'17"6 |
| 1993 | Best des Andiers   | Qlorest du Vivier  | Jos Verbeeck             | Jos Verbeeck          | 1'17"3 |
| 1992 | Agouti             | Qlorest du Vivier  | Jean Marie Monclin       | Jean Marie Monclin    | 1'16"7 |